# جيهان أباد (الهند)
جيهان أباد هي مقاطعة في الهند، تقع في Magadh division ‏، بلغ عدد سكانها 1,125,313  نسمة وذلك حسب إحصائيات سنة 2011، عاصمتها جيهان أباد، تبلغ مساحتها 931 كيلومتر مربع.

## الموقع
تشترك في الحدود مع:
- مقاطعة باتنا
- جايا.